# Многоязычная почтовая марка

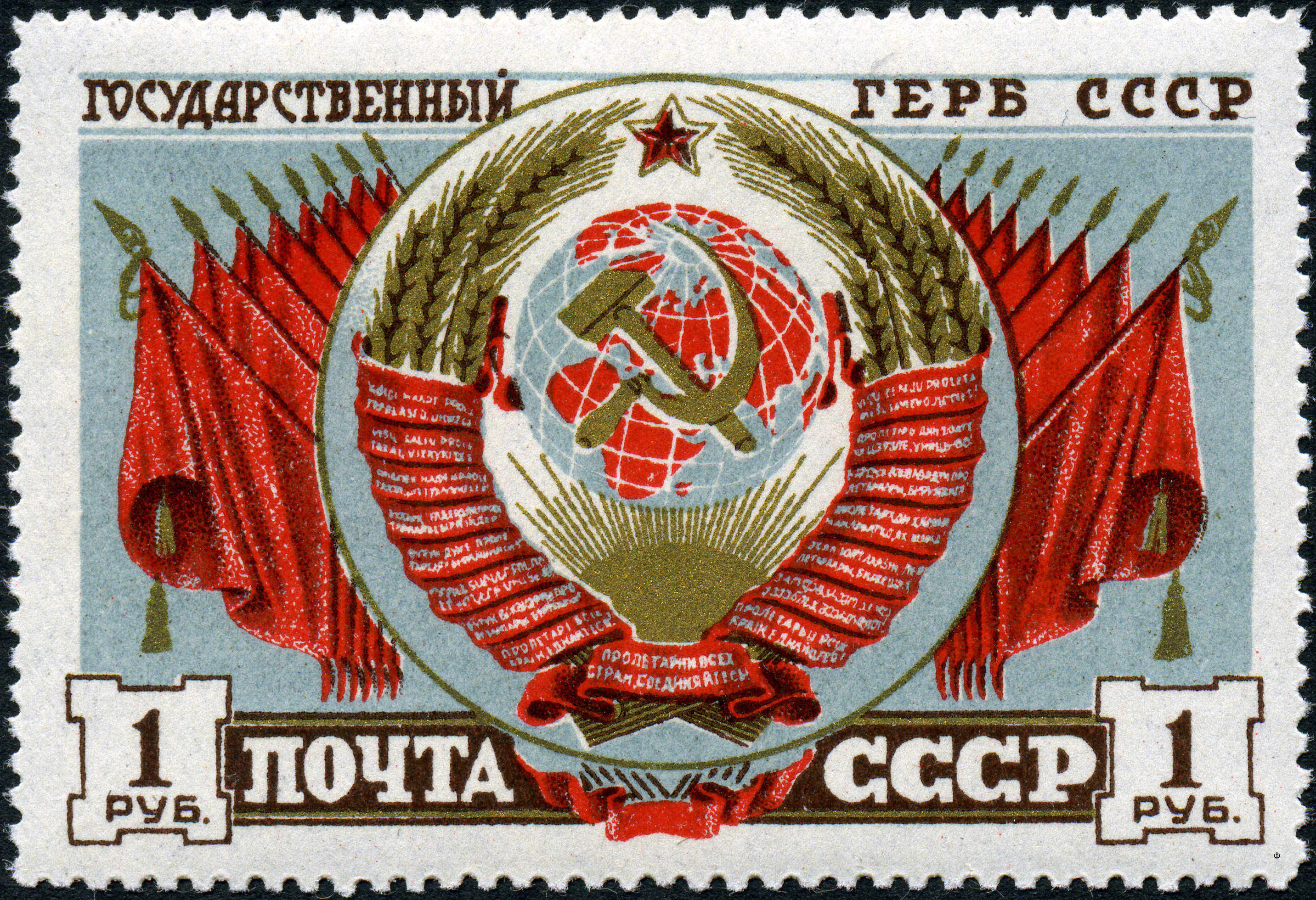
16-язычная марка СССР 1947 года с языками союзных республик (с номерами:). Герб СССР (1946—1956)

Многоязы́чная почто́вая ма́рка (англ. multilingual postal stamp) — почтовая марка с надписями на двух или более человеческих языках. На двуязычной марке (англ. bilingual stamp) надпись на двух языках, на трёхъязычной (англ. trilingual stamp) — на трёх.
Встречается синоним: мультиязычная почтовая марка.
Двуязы́чная па́ра (англ. bilingual pair) — две неразделённые марки c надписями на двух разных языках, на каждой марке свой язык.
Трёхъязы́чный три́птих (англ. trilingual triptych) — три неразделённые марки c надписями на трёх разных языках, на каждой марке свой язык.
Многоязычная почтовая марка может быть выпущена двумя разными способами:
- надписи на разных языках находятся вместе на одном рисунке;
- варианты марки на разных языках издаются отдельно, параллельно.

Параллельный многоязычной выпуск марки похож на совместный выпуск, только при совместном выпуске марки относятся к разным государствам, а при параллельном — к одному, причём возможны сцепки из нескольких марок на разных языках.
Имеется список многоязычных почтовых марок СССР.

## Разные языки и системы письма
При первом знакомстве с почтовыми марками языковых проблем не возникает: надписи на польских марках сделаны по-польски, на французских — по-французски, на шведских — по-шведски и т. д. Более пристальное внимание обнаруживает, что не всё так просто, выпускались и выпускаются марки с многоязычными надписями.
Существуют две причины выпуска многоязычных марок:
- официальные государственные требования;
- многоязычие мировой культуры.

Официальное многоязычие марок, в свою очередь, является следствием того, что в надписях на марках находит отражение:
- наличие в стране нескольких официальных языков;
- требование Всемирной почтовой конвенции размещать на марка названия страны латинскими буквами.

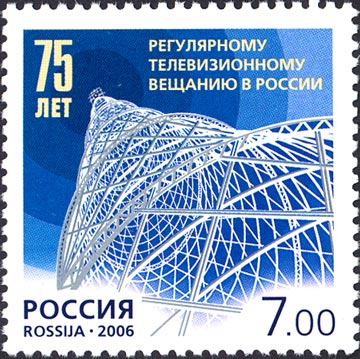
Последняя одноязычная марка России

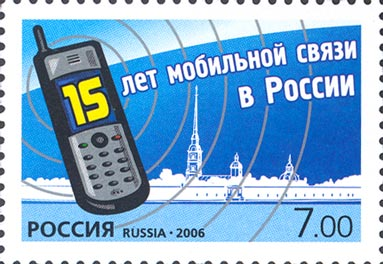
Первая двуязычная марка России

Последнее требование не всегда приводит к появлению многоязычных марок, поскольку название страны может быть написано латинскими буквами на языке страны, то есть в другой системе письма. Например, на всех почтовых марках России название страны набрано в том числе и латинскими буквами, при этом:
- марки до октября 2006 года одноязычные, слово «Россия» напечатано на русском языке как кириллицей Россия, так и латиницей Rossija. Последняя марка вышла 5 октября 2006 года к 75-летию телевидения в России с изображением Шаболовской телебашни (с номерами: ЦФА (АО «Марка») 1150; Mi 1382; Sc 7003; SG 7454; Yt 6980);
- марки с октября 2003 года двуязычные, слово  «Россия» напечатано на двух языках — русском Россия и английском Russia. Первая марка к 15-летию мобильной связи в России с изображением Мобильного телефона вышла 12 октября 2006 года (с номерами: ЦФА (АО «Марка») 1151; Mi 1383; Sc 7004; SG 7455; Yt 6981).

Двуязычная марка СССР с тремя системами письма

Система письма может представлять собой кодировку, в том числе азбуку Морзе. Например, 5 августа 1926 года СССР в память о Международном конгрессе эсперантистов в Ленинграде с изображением Монумента советской конституции в Москве выпустил две двуязычные марки и первую из них надпечатал в декабре 1927 года (с номерами: ЦФА (АО «Марка») 243, 244, 280; Mi 311, 312, 338; Sc 347, 348, 356; SG 471, 472, 536; Yt 357, 358, 411). На этих марках надписи размещены на двух языках и трёх системах письма:
- на русском языке:

- на кириллице: Почта СССР. 7 коп;
- на азбуке Морзе: ▄▄▄▄▄▄▄▄▄▄▄▄▄▄▄▄▄▄▄▄▄▄▄▄▄▄▄▄▄▄▄▄▄▄▄▄▄▄▄▄▄▄▄▄▄▄▄▄▄▄▄▄▄▄▄▄▄▄▄▄▄▄▄▄▄▄▄▄▄▄▄▄▄▄▄▄▄▄▄▄▄▄▄▄▄▄▄▄▄▄ ▄▄▄▄▄▄▄▄▄▄▄▄▄▄▄▄▄▄▄▄▄▄▄▄▄▄▄▄▄▄▄▄▄▄▄▄▄▄ ▄▄▄▄▄▄▄▄▄▄▄▄▄▄▄▄▄▄▄▄▄▄▄▄▄▄▄▄▄▄▄▄▄▄▄▄▄▄▄▄▄▄▄▄ ▄▄▄▄▄▄▄▄▄▄▄▄▄▄▄▄▄▄▄▄▄▄▄▄▄▄▄▄▄▄▄▄▄▄▄▄▄▄▄▄▄▄▄▄▄▄▄▄▄▄▄▄▄▄▄▄▄▄▄▄▄▄▄▄▄▄▄▄▄▄▄▄▄▄▄▄▄▄▄▄▄▄▄▄▄▄▄▄▄▄▄▄▄▄▄▄▄▄▄▄▄▄▄▄▄▄ (Пролетарии всех стран соединяйтесь);

- на эсперанто:

- на латинице: Poŝto USSR. SAT. VI Internacia Proletaria Esperanto-Kongreso. 1926 (Почта СССР. Всемирная вненациональная ассоциация (эсп. Sennacieca Asocio Tutmonda). Шестой международный конгресс пролетарских эсперантистов. 1926);
- на азбуке Морзе: ▄▄▄▄▄▄▄▄▄▄▄▄▄▄▄▄▄▄▄▄▄▄▄▄▄▄▄▄▄▄▄▄▄▄▄▄▄▄▄▄▄▄▄▄▄▄▄▄▄▄▄▄▄▄▄▄▄▄▄▄▄▄▄▄▄▄▄▄▄▄▄▄▄▄▄▄▄▄▄▄▄▄▄▄▄▄▄▄▄▄▄▄▄▄▄▄▄▄▄▄▄▄▄▄▄▄ ▄▄▄▄▄▄▄▄▄▄▄▄▄▄▄▄▄▄ ▄▄▄▄▄▄▄▄▄▄▄▄▄▄▄▄▄▄▄▄▄▄▄▄▄▄▄▄▄▄▄▄▄▄▄▄▄▄▄▄▄▄▄▄▄▄▄▄▄▄ ▄▄▄▄▄▄▄▄▄▄▄▄▄▄▄▄▄▄▄▄▄▄▄▄▄▄▄▄▄▄▄▄▄▄▄▄▄▄▄▄▄▄▄▄▄▄▄▄▄▄▄▄▄▄▄▄▄▄▄▄▄▄▄▄▄▄▄▄▄▄▄▄ ▄▄▄▄▄▄▄▄▄▄▄▄▄▄▄▄▄▄▄▄▄▄▄▄▄▄▄▄▄▄▄▄▄▄▄▄▄▄▄▄▄▄▄▄▄▄▄▄▄▄▄▄▄▄▄▄▄▄▄▄▄▄▄▄ (эсп. Proletarios de ciuj landoj unuithu) (Пролетарии всех стран соединяйтесь).

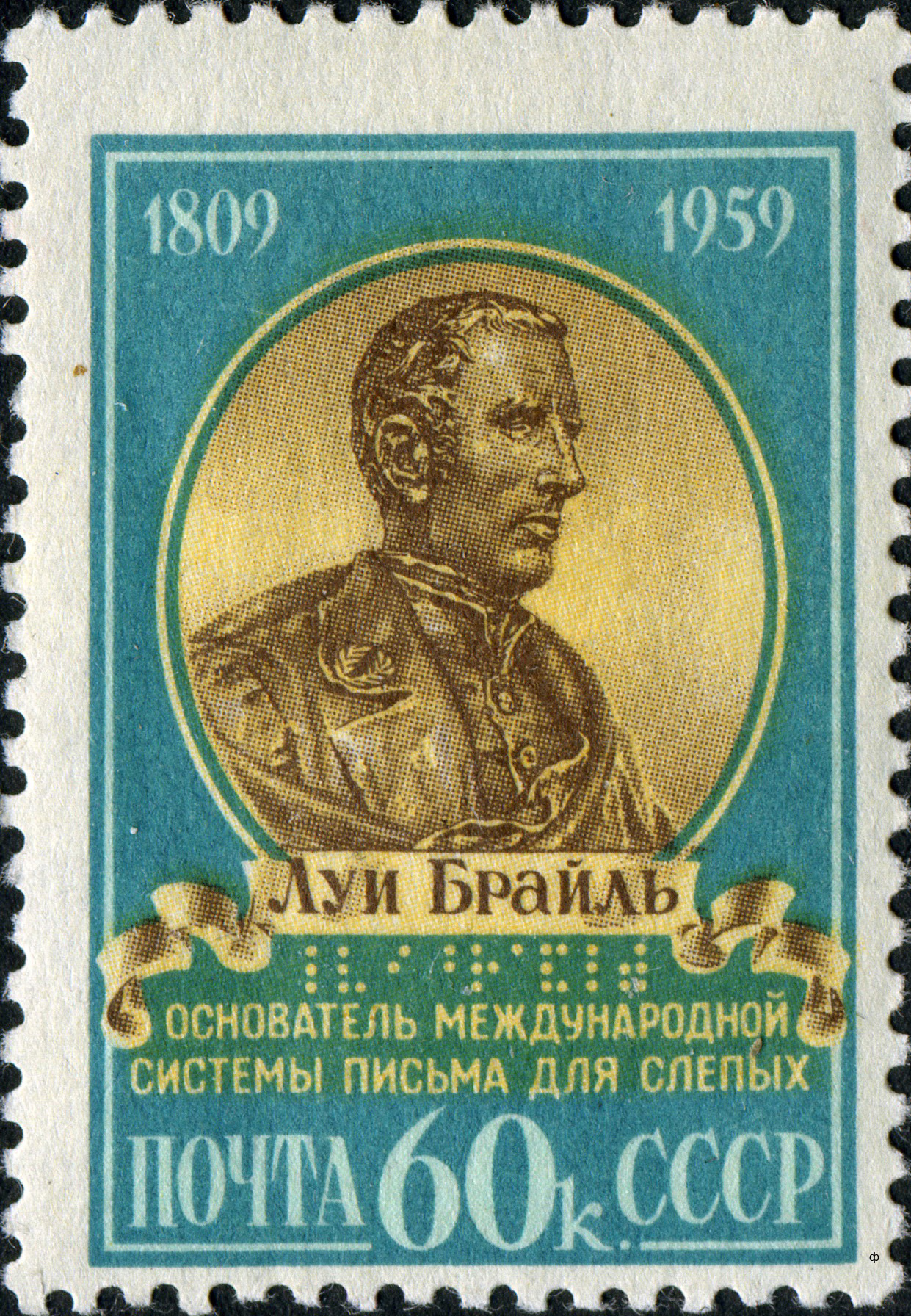
Одноязычная марка СССР с двумя системами письма

Ещё один пример — одноязычная марка с надписями на русском языке на кириллице и так называемом шрифте Брайля (с номерами: ЦФА (АО «Марка») 2333; Mi 2246; Sc 2220; SG 2353; Yt 2187), выпущенная в 1959 году:
- на кириллице: Почта СССР. Основатель международной системы письма для слепых. 1809—1959. Луи Брайль»;
- на шрифте Брайля: ⠇⠧⠊ ⠃⠗⠁⠯⠇⠾ (Луи Брайль).

Количество систем письма на многоязычной почтовой марке не всегда больше или равно количеству языков надписей. Как раз наоборот: чаще количество языков превышает количество систем письма. Например, на марках Канады может быть одна надпись Canada, которая считается двуязычной (англ. Canada, фр. Canada), а на марках Юго-Западной Африки может быть одна трёхъязычная Аббревиатура SWA (англ. South West Africa, нем. Südwestafrika, африк. Suidwes-Afrika).

## Официальное и культурное многоязычие марок

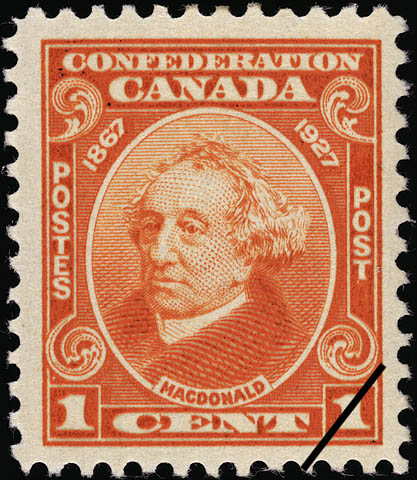
Первая двуязычная марка Канады

Марочный лист России с шестью купонами на шести языках

Страны с несколькими официальными языками выпускают многоязыковые почтовые марки с надписями на этих языках. Пример подобной двуязычной марки — первая двуязычная марка Канады (с номерами: Mi 118; Sc 149; SG 266; Yt 121), выпущенная 29 июня 1927 года в честь Джона Александра Макдональда (1815—1891), первого премьер-министра суверенной Канады. На этой марке надпись «Почта» присутствует на двух языках — на французском Postes и английском Post.

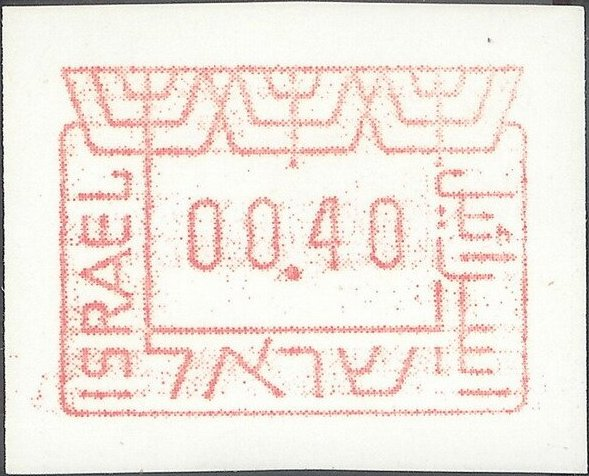
Первая автоматная марка Израиля — трёхъязычная

Пример трёхъязычной марки — первая автоматная марка Израиля (номера: Mi 1; Yt 1), выпущенная 17 ноября 1988 года с трёхъязычным названием страны «Израиль» — на английском, иврите и арабском языках (англ. Israel, ивр. ישראל‎, араб. إسرائيل‎). Надписи на всех трёх языках находятся на одной марке.

Трёхъязычный триптих Юго-Западной Африки

4-язычная параллельная серия Люксембурга

При параллельном выпуске многоязыковой марки надписи на разных языках располагаются на разных марках. Например, 2 января 1968 года Юго-Западная Африка выпустила две почтовые марки в честь первого Государственного президента ЮАР Чарльза Роббертса Сварта (1894—1982) с трёхъязычными надписями — на английском, африкаанс и немецком языках (с номерами: Mi 350—355; Sc 312, 313; SG 220, 221; Yt 294—299). Название государства «Юго-Западная Африка» написано на марках в виде трёхъязычной аббревиатуры SWA (англ. South West Africa, нем. Südwestafrika, африк. Suidwes-Afrika):
- многоязычный триптих с трёхъязычной надписью «Ч. Р. Сварт, 1961—1967, первый Государственный президент, ЮАР» (англ. C. R. Swart[,] 1961–1967[,] first State President[,] RSA, нем. C. R. Swart[,] 1961–1967[,] der erste Staatspräsident[,] RSA, африк. C. R. Swart[,] 1961-1967[,] eerste staatspresident[,] RSA);
- многоязычный триптих с трёхъязычной надписью «Мистер и миссис Ч. Р. Сварт, 1961—1967, семейная пара первого Государственного президента, ЮАР» (англ. Mr. and mrs. C. R. Swart[,] 1961–1967[,] first State President couple[,] RSA, нем. Herr und Frau C. R. Swart[,] 1961–1967[,] der erste Staatspräsidentenpaar[,] RSA, африк. Mnr. en mev. C. R. Swart[,] 1961-1967[,] eerste staatspresidentspaar[,] RSA).

Благодаря многоязычному культурному давлению многоязычные почтовые марки могут выпускать все страны, как с несколькими официальными языками, так и с одним официальным языком. Например, показанные выше 16‑языковая марка СССР 1947 года с изображением герба СССР 1946—1956 годов и двуязычная марка СССР 1926 года с тремя системами письма, в том числе азбукой Морзе.
При параллельном выпуске многоязычных марок рисунки на них могут немного отличаться в соответствии с изменением второго языка, присутствующего на марке. Например, Люксембург 1 марта 1945 года выпустил параллельную 4-язычную марку c двумя системами письма в виде серии из четырёх миниатюр «Освобождение. Выпущено в честь союзных наций» (с номерами: Mi 343—346; Sc B117—B120; SG 460—463; Yt 356—359) с общей надписью на французском языке «Почта Люксембурга» (фр. Luxembourg Postes) и общими датами 10.V.1940 (начало оккупации) и 10.IX.1944 (конец оккупации) :
- рус. Слава С.С.С.Р.;
- англ. Thanks to Britannia (Спасибо Британии) и лат. GRI (Георг король император (Georgius rex imperator));
- англ. Thanks to America (Спасибо Америке);
- фр. Hommage a la France (Дань уважения Франции), фр. RF (Французская Республика (République française)) и лат. Flvctvat nec mergritvr (Его качает, но он не тонет).

Россия выпускает также марки с многоязычными параллельными купонами, например, 27 сентября и 21 октября 2011 года вышла серия из четырёх марок «XXII Олимпийские зимние игры в Сочи. Туризм на Черноморском побережье России» с купонами на шести языках: русском, английском, французском, немецком, испанском и китайском, каждый купон на одном языке (с номерами: ЦФА (АО «Марка») 1524—1527; Mi 1756—1759, Block 153; Sc 7303—7306; SG 7782—7785, MS7786; Yt 7250—7253).